# Ammoniumeisen(II)-sulfat
Ammoniumeisen(II)-sulfat (früher auch Mohrsches Salz)
ist das Sulfat von Ammonium und Eisen, es bildet wasserlösliche, hellgrüne monokline Kristalle. Im Handel ist es meist mit sechs Molekülen Kristallwasser als Ammoniumeisen(II)-sulfat-Hexahydrat erhältlich. Es ist ein Doppelsalz aus der Gruppe der Tuttonschen Salze.

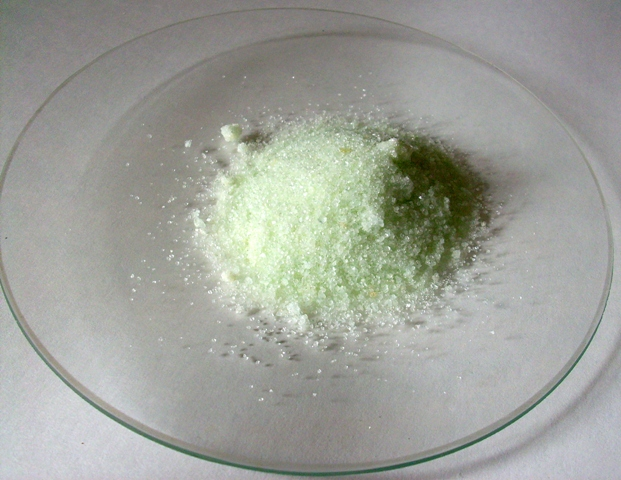
Mohrsches Salz
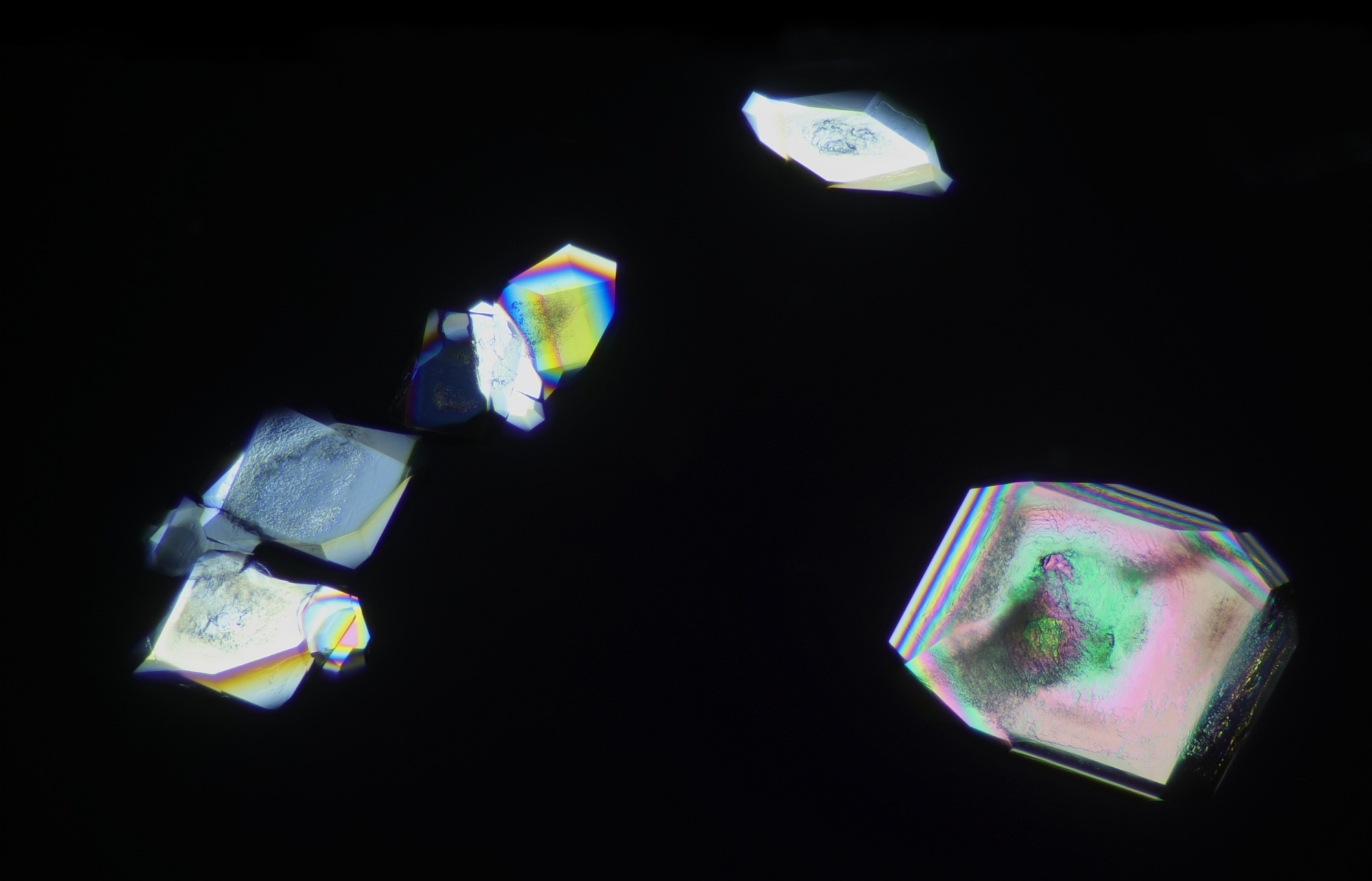
Mohrsches Salz mikroskopisch, Kristalle im polarisierten Licht

## Verwendung
Aufgrund seiner geringeren Oxidationsempfindlichkeit im Vergleich zu Eisen(II)-sulfat und der daraus folgenden reineren Darstellbarkeit wird es zur Einstellung von Kaliumpermanganat-Maßlösungen verwendet.